# نیفوراتل
نیفوراتل (به انگلیسی: Nifuratel) دارویی است که از موارد استعمال آن عفونت‌های واژینال و لوکوره ناشی از میکروب، تریکومونا، مونیلیا است.